# Cantó de Colonha
Colonha és un cantó del departament francès del Gers amb les següents comunes:
- Ardisàs
- Catonvielle
- Colonha
- Encaussa
- Montbrun
- Roquelaure-Saint-Aubin
- Senta Anna
- Sent Cric
- Sent Jòrdi (Gers)
- Sent Germer (Saint-Germier)
- Sirac
- Tors
- Touget

## Història
| Data d'elecció                           | Identitat       | Partit | Qualitat |
| ---------------------------------------- | --------------- | ------ | -------- |
| 1973-2004                                | Max Laborie     | UDF    |          |
| 2004-                                    | Philippe Dupouy | PS     |          |
| les dades anteriors no són pas conegudes |                 |        |          |
|                                          |                 |        |          |

## Demografia
| 1962  | 1968  | 1975  | 1982  | 1990  | 1999  | 2006  |
| ----- | ----- | ----- | ----- | ----- | ----- | ----- |
| 1.857 | 2.228 | 2.141 | 2.152 | 2.211 | 2.271 | 3.159 |